# Erwin Jaenecke
Erwin Jaenecke, född 22 april 1890 i Freren näi Lingen i nordvästligaste Tyskland död 3 juli 1960 i Köln, var en tysk militär. Han blev generalöverste 1944 och erhöll Riddarkorset av järnkorset år 1942.

## Biografi
Han påbörjade sin militära karriär 1911 och hamnade snart hos ingenjörstrupperna. Han deltog i första världskriget och var under längre perioder bataljonsadjutant och förbindelseofficer i divisionsstaben. Efter kriget fortsatte hans militära karriär i Reichswehr. Han hamnade i ett kavalleriregemente och därför befordrades han till Rittmeister. 
Jaenecke utsågs den 1 oktober 1935 till Kommandeur der Pioniere III. Senare tjänstgjorde han bland annat i Spanien som en del av Legion Condor. Strax före den tyska anslutningen av Österrike, Anschluss, blev han överkvartersmästare i Heeresgruppen-Kommando 3. Han hade samma tjänst när tyskarna under hösten samma år marscherade in i Sudetområdet. 
Vid den tyska mobiliseringen den 26 augusti 1939 blev Jaenecke överkvartersmästare i 2. Armee som strax efter inledningen på fälttåget i Polen bytte namn till Armégrupp Nord. Efter fälttåget blev han istället överkvartersmästare under Oberbefehlshaber Ost och stannade kvar i Generalguvernementet. 
Sedan Frankrike kapitulerat fick Jaenecke tjänsten som överkvartersmästare i Paris. Senare utökades hans ansvar till hela Frankrike och slutligen hela det ockuperade Västeuropa.
Den 1 februari 1942 fick Jaenecke sitt första truppbefäl när han blev den förste befälhavaren för 389. Infanterie-Division som då höll på att sättas upp. I maj förflyttades divisionen till östfronten och deltog i den tyska sommaroffensiven Fall Blau. Han ledde sin division mot Stalingrad och blev sedermera instängd där. Den 9 oktober förlänades Jaenecke med riddarkorset. Den 1 november utökade hans ansvar då han blev befälhavare för IV. Armeekorps som även den befann sig i Stalingrad. Han sårades den 17 januari 1943 och fyra dagar senare flögs han som sista general ut från inringningen. 
Efter konvalescens utsågs Jaenecke den 1 april 1943 till befälhavare för LXXXII. Armeekorps som befann sig på västfronten och ägnade sig åt bevaknings- och ockupationstjänst. I juni fick han order om att återigen bege sig till östfronten och där tog han befäl över 17. Armee som höll Kuban-brohuvudet i västra Kaukasus. 
Jaenecke ledde under våren 1944 sin armé i försvaret av Krimhalvön. Efter att de sovjetiska styrkorna brutit igenom beordrade han mot givna order reträtt till Sevastopol och slutligen kapitulerade de tyska försvararna. Detta ledde till att han av Adolf Hitler ställdes som personligt ansvarig för förlusten av Krim och placerades i befälsreserven. Jaenecke pensionerades den 30 januari 1945. 
Efter krigsslutet, den 11 juni] 1945, hamnade han i sovjetisk krigsfångenskap. Han dömdes 25 års fängelse men släpptes fri i oktober 1955.

## Befäl
- Militärbefälhavare i Frankrike oktober 1940 – februari 1942
- 389. Infanterie-Division februari 1941 – november 1942
- IV. Armeekorps november 1942 – januari 1943
- LXXXVI. Armeekorps april 1943 – juni 1943
- 17. Armee juni 1943 – april 1944.